# 브라질 국립박물관 화재
2018년 9월 2일 현지 시간 19시 30분경 브라질 리우데자네이루주 리우데자네이루에 있는 국립박물관에서 화재가 발생하였다. 화재의 원인은 아직 밝혀지지 않았지만 박물관의 지난 50년간의 자금 부족 현상과 관련이 있을 수 있다. 부상자는 보고 되지 않았다.